# Sveriges valutareserv
Sveriges valutareserv är Sveriges riksbanks reserv av guld och värdepapper i utländska valutor. Dess uppgift är att förse det finansiella systemet med likviditet i en kris.
I april 2021 uppgick valutareserven till ca 478 miljarder kronor, varav ungefär 60 miljarder i guld och 373 miljarder i fordringar i utländsk valuta.
Sveriges guldreserv består av 125,7 ton guld varav 15,1 ton förvaras i Sverige, resten finns hos Bank of England (61,4 ton), Bank of Canada (33,2 ton), Federal Reserve System i New York (13,2 ton) och Swiss National Bank (2,8 ton).
Valutareservens transaktionsförändring ingår som en post i rikets finansiella balans, vilket i sin tur är en del av betalningsbalansen. En ökning av valutareservens innehav registreras då med ett negativt tecken, det vill säga att svensk valuta strömmar ut ur landet för att placeras i utländska värdepapper.